# Niksar
Niksar è una città della Turchia, centro dell'omonimo distretto della provincia di Tokat.
Situata a un'altitudine di 350 m s.l.m. ha un clima temperato favorevole alla coltivazione di tutti i vegetali e gli alberi da frutta europei. Dista 54 chilometri da Tokat.

## Storia
Nella storia ebbe diversi nomi, il suo nome attuale è la contrazione di quello datogli dai Romani durante l'occupazione di questa regione che era Neocaesarea del Ponto. Nel 314 vi si tenne un concilio, ne fu vescovo il santo Gregorio Taumaturgo nel III secolo.
In epoca  medievale fu capitale e fortezza dei turchi Danishmendidi e in essa fu imprigionato per 3 anni Boemondo di Antiochia, liberato solo dopo il versamento di un altissimo riscatto in monete d'oro.
Nel 1175, sotto il Sultano selgiuchide Kılıç Arslan II, Niksar fece parte del Sultanato di Rum.
Dopo l'invasione mongola del XIII secolo, Niksar fu governata dai turchi Eretnidi e, in seguito, dal Beylicato dei Tacettinoğulları.
Entrò infine a far parte del Sultanato ottomano.